# Gustav Barchewitz
Gustav Friedrich Barchewitz (* 28. Februar 1838 in Dresden; † 15. Dezember 1921 ebenda) war ein deutscher Jurist und hoher sächsischer Staatsbeamter.

## Leben und Wirken
Er war der Sohn von Friedrich Wilhelm Barchewitz, der aus Schmiedeberg in Schlesien stammte und sich als Kaufmann in Dresden niedergelassen hatte und Mitgründer der Dresdner Liedertafel war. Barchewitz besuchte von 1850 bis 1856 die Kreuzschule in Dresden und studierte zunächst an den Universitäten Leipzig und Bonn Philologie und dann von 1858 bis 1861 Rechtswissenschaft in Göttingen und Leipzig. Nachdem er den juristischen Vorbereitungsdienst teils beim Rechtsanwalt und bei dem Gerichtsamt im Bezirksgericht Dresden, teils als Auditor beim Appellationsgericht Dresden abgeleistet hatte, wurde er zunächst als Hilfsaktuar, 1867 zum Aktuar beim Gerichtsamt Dresden ernannt und 1869 sowie 1871 als Hilfsarbeiter im Appellationsgericht Dresden beschäftigt. Am 1. Oktober 1871 wechselte er in den Finanzdienst und zwar als erster Sekretär an der Kgl. Zoll- und Steuer-Direktion. Im März 1873 wurde er in das Königlich Sächsische Finanzministerium kommandiert und hier am 1. März 1874 zum ständigen Hilfsarbeiter und Finanzrat durch den König von Sachsen ernannt und endgültig an das Finanzministerium versetzt.
Am 1. Mai 1877 erfolgte seine Ernennung zum Geheimen Finanzrat. Am 1. April 1897 wurde ihm die Stelle des Direktors der II. Abteilung des Finanzministeriums übertragen. Gleichzeitig erfolgte seine Ernennung zum Ministerialdirektor. Als Regierungskommissar nahm er an mehreren Sitzungen des sächsischen Landtages teil. Nach seiner Pensionierung beschäftigte er sich intensiv mit Gesamtkirchengemeinden in Großstädten und publizierte über diese, für viele deutsche Städte bedeutsame Frage.
Er war u. a. Mitglied des Deutschen Forstvereins.

## Schriften (Auswahl)
- Gesamtkirchengemeinden in Großstädten. Dörffling & Franke, Leipzig 1912.
- Zur Vereinfachung des Rechnungswesens. In: Archiv für Post und Telegraphie 29. Jg., S. 123 ff.